# Parafia Trójcy Świętej w Boguszowie-Gorcach
Parafia Trójcy Świętej w Boguszowie-Gorcach – rzymskokatolicka parafia znajdująca się w dekanacie wałbrzyskim południowym w diecezji świdnickiej. Była erygowana w XVI w. Jej proboszczem jest ks. kan. Andrzej Bajak.
Na terenie parafii działa kilka wspólnot: Odnowa w Duchu Świętym „Ja Jestem”, Rodzina Radia Maryja, Stowarzyszenie Rodzin Katolickich, Kółko Różańcowe, Liturgiczna Służba Ołtarza, Caritas.

## Proboszczowie po 1945
Źródło: 
- 1. ks. Jan Kąkol 1946–1950
- 2. ks. Jan Szyszka 1950–1953
- 3. ks. Stanisław Góra 1953–1961
- 4. ks. Franciszek Michalec 1961–1968
- 5. ks. Ludwik Gilewski 1968–1969
- 6. ks. Jan Krych 1969–1981
- 7. ks. Edward Taraszka 1981–1983
- 8. ks. Franciszek Foks 1983–1990
- 9. ks. Edward Bigos 1990–1995
- 10. ks. Andrzej Bajak 1995 –